# Isak Isaksson
Isak Isaksson, född 1949, är en svensk keramiker representerad vid Nationalmuseum. Isaksson har varit verksam som keramiker sedan mitten på 1970-talet och hans verk har visats vid ett sextiotal utställningar i bland annat Sverige, USA, Japan, och Hongkong. 2019 erhöll Isaksson Sveriges Hantverksråds mästarbrev.